# Корец
Ко́рец (укр. Корець) — город в Ровненском районе Ровненской области Украины. Административный центр Корецкой городской общины.

## Географическое положение
Находится на берегу реки Корчик, в 63 км от областного центра Ровно.

## История
Корец под именем Корческ впервые упомянут в письменных источниках в 1150 году.
В XIV веке в составе Волынской земли оказался в составе Литвы. В конце XIV века укреплён Фёдором Острожским. Упоминается в летописном «Списке русских городов дальних и ближних». В XV—XVII веках Корецкий замок служил центром удельного княжества Корецкого владений князей Корецких.
После Люблинской унии 1569 года — в составе Волынского воеводства Речи Посполитой. После смерти последнего Корецкого в 1651 году перешёл по наследству сначала к Лещинским, а потом к младшей ветви Чарторыйских.
В ходе восстания Хмельницкого в августе 1648 года город заняли восставшие казаки, но по Андрусовскому миру 1667 года он остался в составе Польши.
В XVIII веке — центр хасидизма, выдающимся представителем которого считается Пинхас из Корца.
Последний из частных владельцев города, князь Юзеф Чарторыйский, много способствовал украшению Корца. Он полностью перестроил замок, наладил в городе производство высокохудожественной мебели, а в предместье Юзефин основал фарфоровую фабрику, изделия которой пользовались большим спросом в Речи Посполитой.
После второго раздела Речи Посполитой в 1793 году вошёл в состав Российской империи и стал местечком Новоград-Волынского уезда Волынской губернии.
В январе 1918 года здесь была установлена Советская власть, но в дальнейшем Корец оказался в зоне боевых действий гражданской войны. После окончания советско-польской войны в соответствии с Рижским мирным договором 1921 года перешёл в состав Волынского воеводства Польши. С началом Второй мировой войны, после в сентябре 1939 года вошёл в состав СССР.
В 1940 году получил статус города. 5 июня 1941 года здесь началось издание районной газеты.
В ходе Великой Отечественной войны 5 июля 1941 года был оккупирован немецкими войсками. Здесь действовала подпольная организация Ровенского обкома КП(б)У. Оккупантами было создано еврейское гетто. Летом 1943 года в результате немецких арестов была ликвидирована подпольная сеть Армии Крайовой в Кореце (в составе двух взводов). 6 октября 1943 года Украинская повстанческая армия в значительной степени сожгла город; количество жертв нападения не установлено.
Освобождён 12 января 1944 года войсками 1-го Украинского фронта в ходе Житомирско-Бердичевской операции:
- 13-я армия — 112-я стрелковая дивизия (полковник Гладков Александр Васильевич) 24-го стрелкового корпуса (генерал-майор Кирюхин Николай Иванович).
- 25-й танковый корпус (генерал-майор танковых войск Аникушкин Фёдор Георгиевич) в составе: 175-й танковой бригады (подполковник Гладнев Дмитрий Фёдорович), 20-й мотострелковой бригады (генерал-майор Ильин Пётр Сысоевич).[11]

В 1981 году здесь действовали завод пластмассовых изделий, сахарный завод, молочный завод, завод продтоваров, райсельхозтехника, комбинат бытового обслуживания, пять общеобразовательных школ, музыкальная школа, сельское ПТУ, три больницы, поликлиника, Дом культуры, клуб, шесть библиотек и два кинотеатра.
В январе 1989 года численность населения составляла 9437 человек, крупнейшими предприятиями являлись сахарный завод и завод пластмассовых изделий.
В июле 1995 года Кабинет министров Украины утвердил решение о приватизации сахарного комбината.
С июня 2011 года на Украине была возобновлена работа стационарных постов дорожно-патрульной службы ГАИ МВД Украины, на 268-м километре автотрассы М-01 «Киев — Чоп» был построен стационарный пост ГАИ «Корец».
В ходе административно-территориальной реформы в Украине, в 2020 году Корецкий район был упразднён, а город стал административным центром Корецкой городской общины Ровненского района.

## Население
По состоянию на 1 января 2013 года численность населения составляла 7388 человек.

### Языковой состав
Родной язык населения по данным переписи 2001 года:
| Язык       | Численность, чел. | Доля     |
| ---------- | ----------------- | -------- |
| Украинский | 8 317             | 98,47 %  |
| Русский    | 111               | 1,31 %   |
| Другие     | 18                | 0,22 %   |
| Итого      | 8 446             | 100,00 % |

## Известные жители, уроженцы
- Яков Леванон (Билянский; 1895, Корец — 1965, Иерусалим) — еврейский музыкант и композитор.

## Достопримечательности
Руины замка XVI века, Свято-Троицкий женский монастырь XVI—XIX вв., католический костел XVII века и церковь XVIII века.
- Руины замка Чарторыйских
- Панорама
- Троицкий монастырь в городе
- Николаевская церковь

## Транспорт
Находится в 33 км от ближайшей железнодорожной станции Звягель.